# Ivan Fuqua
Ivan Fuqua (* 9. August 1909 in Decatur, Illinois; † 14. Januar 1994 in Raleigh, North Carolina) war ein US-amerikanischer Sprinter, der in den frühen 1930er Jahren im 400-Meter-Lauf erfolgreich war.
Für die University of Indiana startend, war Fuqua viermal Sieger bei den Big 10 (Intercollegiate Conference of Faculty Representatives)-Meisterschaften:
- 220 yds 1933 in 21,5 s und 1934 in 21,7 s
- 440 yds 1933 in 48,6 s 1934 in 47,8 s

Bei den Studenten-Weltspielen 1933 in Turin gewann er in 47,8 s die Goldmedaille vor den beiden Deutschen Harry Voigt und Adolf Metzner.
Fuqua gewann zweimal die AAU-Meisterschaft über 440 Yards:
- 1933 (47,7 s)
- 1934 (47,4 s)

1935 platzierte er sich als Zweiter. Im olympischen Jahr 1932 wurde er nur Fünfter, und da die Meisterschaften gleichzeitig als Ausscheidungswettkämpfe für die Olympischen Spiele in Los Angeles galten, wurde er lediglich für die Staffel nominiert, die in der Besetzung Fuqua, Edgar Ablowich, Karl Warner und Bill Carr antrat und sich in der Weltrekordzeit von 3:08,2 min mit großem Abstand vor Großbritannien (Silber in 3:11,2 min) und Kanada (Bronze in 3:12,8 min) die Goldmedaille holte.
Nach Beendigung seiner Laufbahn war er als Coach an der Universität Connecticut und von 1946 bis 1967 an der Brown University in Providence, Rhode Island, tätig.